# Голям ланцетоносен прилеп
Големият ланцетоносен прилеп (Rhinopoma microphyllum) е вид прилеп от семейство Rhinopomatidae. Видът не е застрашен от изчезване.

## Разпространение и местообитание
Разпространен е в Алжир, Бангладеш, Бенин, Буркина Фасо, Гана, Гвинея, Джибути, Египет, Еритрея, Етиопия, Западна Сахара, Йемен, Израел, Индия, Индонезия, Йордания, Ирак, Иран, Кот д'Ивоар, Либерия, Ливан, Мавритания, Мали, Мароко, Мианмар, Нигер, Нигерия, Оман, Пакистан, Саудитска Арабия, Сенегал, Сиера Леоне, Сирия, Того, Централноафриканска република, Чад и Южен Судан.
Обитава пустинни области, места със суха почва, пещери и храсталаци в райони с тропически и субтропичен климат, при средна месечна температура около 24,8 градуса.

## Описание
На дължина достигат до 6,2 cm, а теглото им е около 28 g.
Популацията на вида е стабилна.